# Richard van Diesen
Richard van Diesen (1961) is een Nederlands triatleet uit Rossum. Hij vertegenwoordigde Nederland bij verschillende grote internationale wedstrijden. 
Hij behaalde in 1999 een derde plaats op het Nederlands kampioen triatlon op de lange afstand in Almere.  Hij deed verschillende malen een hele triatlon, waarvan viermaal de Ironman Hawaï.

## Belangrijke prestaties

### triatlon
- 1984: 16e triatlon van Almere - 10:21.00
- 1985: 8e triatlon van Almere - 9:32.00
- 1986: 10e triatlon van Almere - 9:25.00
- 1988: 17e triatlon van Almere - 9:32.00
- 1989: 10e EK lange afstand - 9:05.00
- 1990: 5e triatlon van Almere - 8:49.00
- 1991: 18e triatlon van Almere - 8:58.00
- 1993: 12e EK lange afstand - 10:43.00
- 1994: 112e overall Ironman Hawaï - 9:45.03
- 1997: 9e EK lange afstand - 8:46.00
- 1997: 20e WK lange afstand in Nice - 6:00.07
- 1998: 49e overall Ironman Hawaï - 9:27.59
- 1998: 7e triatlon van Almere - 8:39.00
- 1999:  NK lange afstand - 8:14.37
- 1999: 21e EK lange afstand in Säter - 6:00.59
- 2000: 10e Ironman Austria - 8:30.11
- 2000: 14e triatlon van Almere - 8:54.00
- 2001: 9e triatlon van Almere - 8:52.00
- 2001: 25e WK lange afstand in Fredericia - 9:13.35
- 2002: 5e Ironman Germany - 8:56.19
- 2003: 96e overall Ironman Hawaï - 9:32.06
- 2003: 20e overall Ironman Switzerland - 9:20.35
- 2004: DNF Ironman Hawaï
- 2006: 134e Ironman Hawaï - 9:29.42
- 2007: 16e Ironman UK - 9:18.09
- 2007: 597e Ironman Hawaï - 10:44.44